# Museu de Macau
O Museu de Macau (em chinês:  澳門博物館) está situado na Fortaleza do Monte, uma fortificação construída pelos padres jesuítas no século XVII em Macau. O museu apresenta a história da cidade e território da antiga colónia portuguesa de Macau, que atualmente é uma Região Administrativa Especial da República Popular da China. A Fortaleza, adjacente às Ruínas de S. Paulo, foi a principal estrutura defensiva da cidade ao longo de quase três séculos. Em 1965, a Fortaleza foi convertida nos antigos Serviços Meteorológicos e Geofísicos. 
O planeamento do museu começou em abril de 1995, e sua construção iniciou-se em setembro de 1996. O museu foi inaugurado a 18 de abril de 1998. Seu tamanho total é de 2.800 metros quadrados, com cerca de 2.100 metros quadrados de área de exposição.
Em 15 de Julho de 2005, o Centro Histórico de Macau foi oficialmente inscrito na Lista do Património Mundial da UNESCO e a Fortaleza constitui um dos monumentos históricos significativos do Centro. O Museu é constituído por dois níveis subterrâneos e por um terceiro nível localizado na plataforma superior da Fortaleza onde se encontravam instalados os Serviços Meteorológicos e Geofísicos, da época. Foram preservadas e mantidas sua arquitectura e configuração. O Museu é um espaço dedicado à história e cultura da região, integrando um vasto acervo de objetos de valor histórico e cultural que demonstram a cultura das diversas comunidades que têm habitado a cidade ao longo dos séculos.
No primeiro piso, encontra se a apresentação da história de Macau, atividades comerciais do povo, religiões e culturas das duas civilizações. Ao segundo andar ficam os as diferentes perspectivas das tradições e arte popular de Macau, alem de cerimonias religiosas e festivais tradicionais. Finalmente, no terceiro pavimento estão acervos do Macau contemporâneo, focado em algumas personalidades da literatura e das artes. 

## Galerias dependentes
Fortaleza do Monte
Localizada na Freguesia de São Lázaro, a Fortaleza do Monte é uma histórica construção que data do século XVII e remonta ao contexto da luta pelo monopólio comercial entre portugueses e holandeses, estes sob a chancela da Companhia das Índias Orientais. Erguido para defender o Morro de São Paulo, impedindo invasões à baía de Macau, o forte teve a participação de missionários jesuítas em sua manutenção. Atualmente, está ligado ao Museu por uma rampa colocada junto ao lado oriental da colina. O espaço é Patrimônio Histórico da Humanidade e recebe diversas exposições temporárias .
Centro Ecumênico Kun Iam
Este grande edifício está situado em uma ilha artificial ligada à cidade por um aterro de 60 metros de comprimento. Acima de sua abóbada, uma grandiosa estátua feminina se projeta para a baía, e tem em seus traços arquitetônicos a intenção de personificar a diversidade da religiosidade ecumênica. O local foi inaugurado em 1999, mesmo ano em que o governo português entregou Macau à República Popular da China, com status de zona dependente especial  . A escultura, baseada em uma imensa flor de lótus, representa a deusa Kum Iam, possui 20 metros de altura e foi toda ela fundida em bronze, No panteão mandarim, a divindade é reconhecida pela ternura, o amor e a compaixão, expressando o ideal do Centro em sua totalidade.
Capela da Guia
Pertencente ao conjunto agraciado como Patrimônio da Humanidade, a Capela fica próxima ao Forte e junto à Fortaleza da Guia, outra das numerosas fortificações construídas pelos portugueses a fim de defenderem seu entreposto comercial asiático. Erguida em 1662, o templo é um tributo à Nossa Senhora da Guia. Em 1996, manuscritos de figuras mitológicas chinesas, bem como pergaminhos cristãos, foram encontrados em um de seus cômodos. Sua arquitetura é de rara riqueza artística, combinando traços europeus e orientais, transformando-a, por sua singularidade, em um dos prédios de maior valor histórico em toda a atual China.
Tesouro de Arte Sacra do Seminário de S. José
Este prédio serviu de base para a formação acadêmica e metodológica de todos os missionários europeus, em especial os da Companhia de Jesus, que seguiam em viagens para a Ásia, com a intenção de evangelizar os nativos de regiões remotas do continente. Seu acervo contém ampla biblioteca e variado conjunto material tal como pinturas, relíquias religiosas e imagens sacras.

## Galerias importantes
Museu de Arte Sacra e Cripta
Este espaço fica ao lado das Ruínas da Fortaleza de São Paulo, no coração do Centro Histórico da cidade. Sua coleção apresenta ampla gama de objetos sacros e de fins religiosos, como oratórios, crucifixos e imagens.
O Tesouro de Arte Sacra da Igreja de São Domingo
Com importante coleção de arte sacra dentre os séculos XVII, XVIII e XIX, este espaço está situado no campanário da Igreja de São Domingos, seu espólio contém cerca de 300 objetos de valor histórico e artístico. O acesso a este piso é feito via uma rampa no lado direito da cúpula da igreja. Essa nova escadaria data da década de 90, quando o Instituto Cultural de Macau promoveu uma revitalização do prédio, finalizando as obras no ano de 1997.

Para além das imagens e objetos, o acervo possui pinturas a óleo de passagens bíblicas, bem como um retrato de contemplação de Santo Agostinho.